# Musée Royal de Mariemont

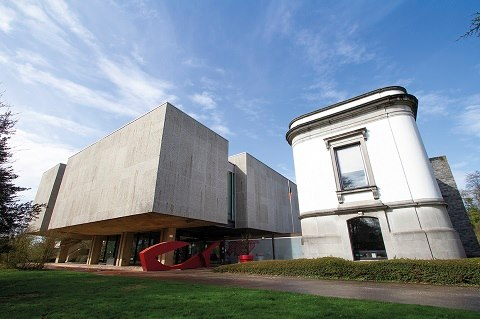
Museum van Mariemont

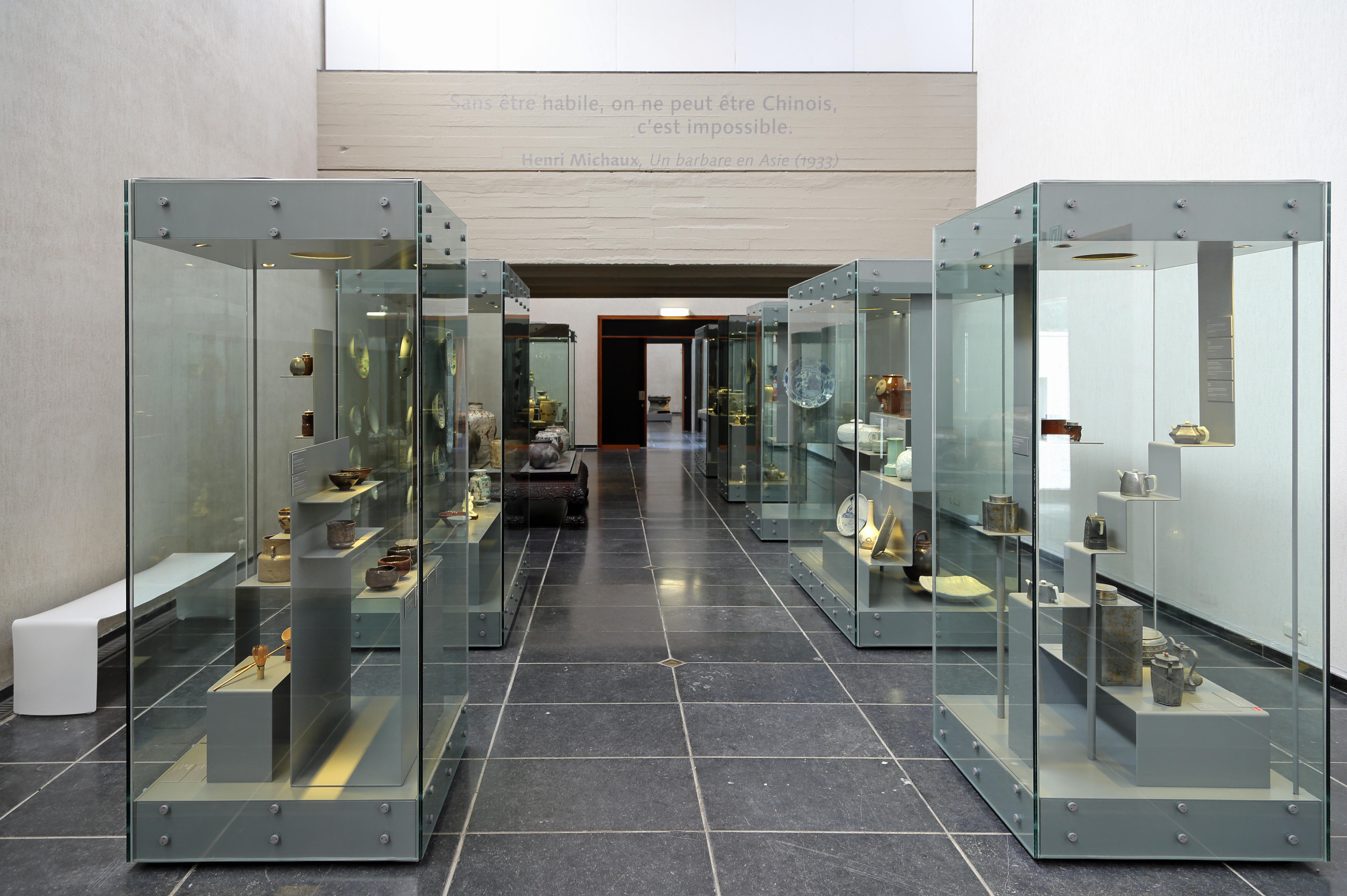
Museum van Mariemont: de afdeling Verre Oosten

Het Musée Royal de Mariemont is een museum in Morlanwelz in de Belgische provincie Henegouwen.
Dit moderne museum, in 1975 opgetrokken in het Domein van Mariemont, een groot park met arboretum, huisvest een verzameling decoratieve kunst. Het landgoed hoorde ooit bij een kasteel, dat hier in 1546 was gebouwd voor Maria van Hongarije, maar in 1794 werd verwoest door het Franse revolutionaire leger; de ruïnes zijn nog te zien. Ook een herenhuis, in de 19de eeuw opgetrokken voor de familie Warocqué (rijke industriëlen), is nu een ruïne.
In het museum zijn beelden en objecten uit het oude Egypte, Griekenland en het Verre Oosten te zien. Het meest opvallende object is een beeld van een koningin uit de dynastie der Ptolemaeën. Tevens zijn er verluchte handschriften, kantwerk, Romeinse archeologische vondsten uit Henegouwen en de grootste collectie Doorniks porselein ter wereld, onder meer de theepot van Doorniks porselein en de Soepterrine van William Mercer of Aldie.

## Geschiedenis van het museum
Raoul Warocqué, de laatste private eigenaar van het domein, stierf op 28 mei 1917 zonder officiële nakomelingen. Hij legateerde zijn park, zijn kasteel, zijn bibliotheek en zijn verzamelingen aan de Belgische staat met als doel er een museum van te maken.
Richard Schellinck, secretaris en bibliothecaris van Raoul Warocqué, werd de eerste conservator van het museum van Mariemont. Uit trouw voor de vroegere eigenaar voerde hij diens laatste beslissingen uit. In 1934 nam Paul Faider de leiding van het museum over en voerde hij grote veranderingen in: kunstwerken werden gerestaureerd en er werd een eerste catalogus uitgeven. Zijn vrouw, Germaine Faider, volgde hem op in 1940 en startte met de pedagogische dienst.
Op kerstavond 1960 ontstond er een grote brand in het museum. Dankzij Germaine Faider was de schade aan de collecties miniem, maar het kasteel van de Warocqués werd verwoest. De ruïnes werden vervolgens met de grond gelijk gemaakt, behalve een kleine vleugel die Raoul Warocqué had laten toevoegen en die nu als ingang van het museum functioneert. Er werd een hedendaags gebouw opgetrokken volgens de plannen van Roger Bastin (1913-1986), die ook de architect is van het Museum voor Moderne Kunst in Brussel. Het nieuwe Koninklijk Museum van Mariemont werd op 8 oktober 1975 geopend met als directeur Guy Donnay, die tot 1993 de politiek van Germaine Faider verder zet.
Vanaf 1965 is het museum van Mariemont erkend als wetenschappelijke instelling en in 1981 krijgt het de benaming van Wetenschappelijke instelling van de Franse Gemeenschap van België. Vanaf 2002 is er een dubbele directie voor het museum met als directeur François Mairesse, en als wetenschappelijke directrice Marie-Cécile Bruwier.
Het Koninklijk Museum van Mariemont kreeg in 2007 de “Prix des Musées” voor Wallonië.

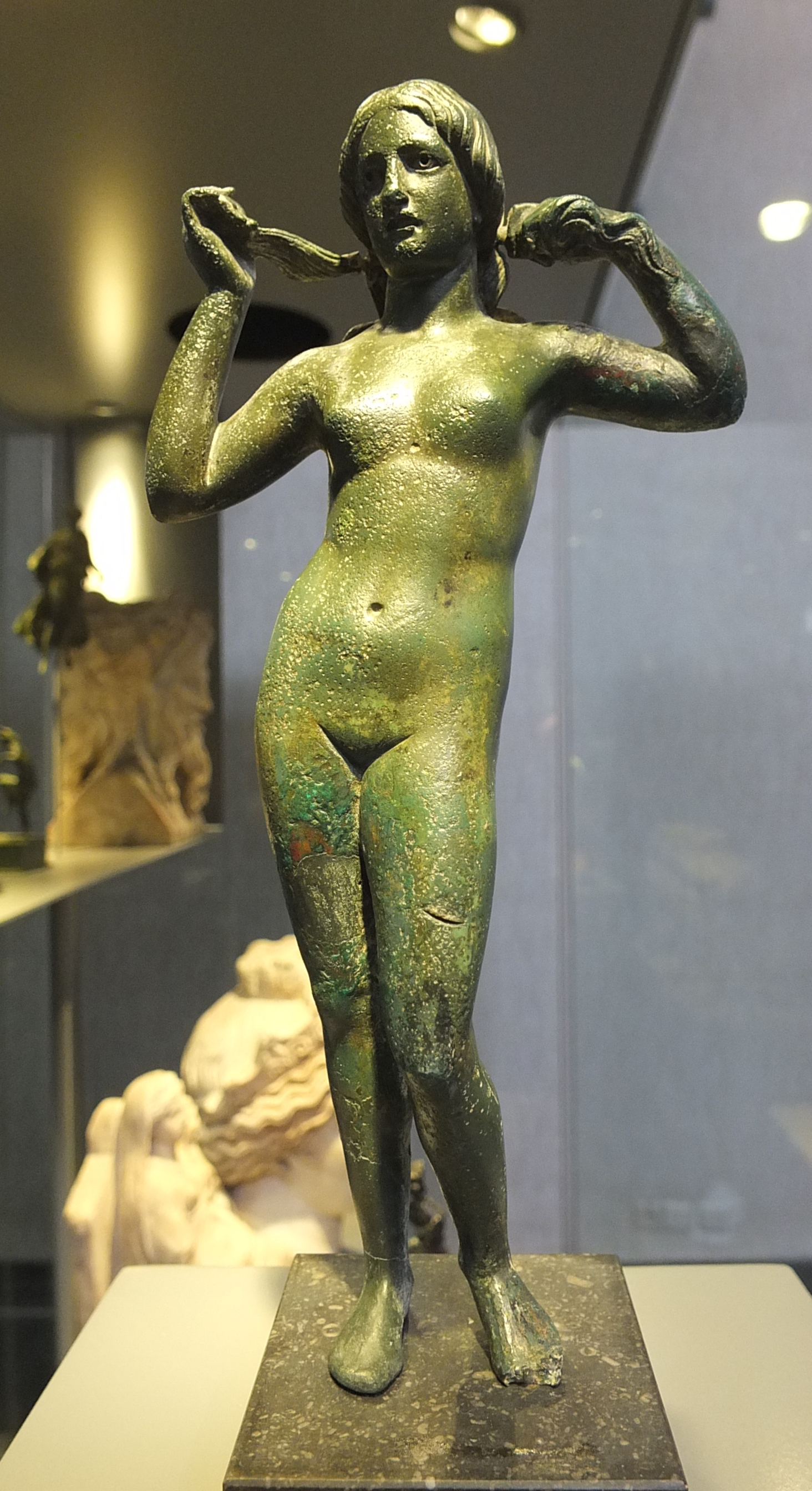
Venus Anadyomene van Kortrijk
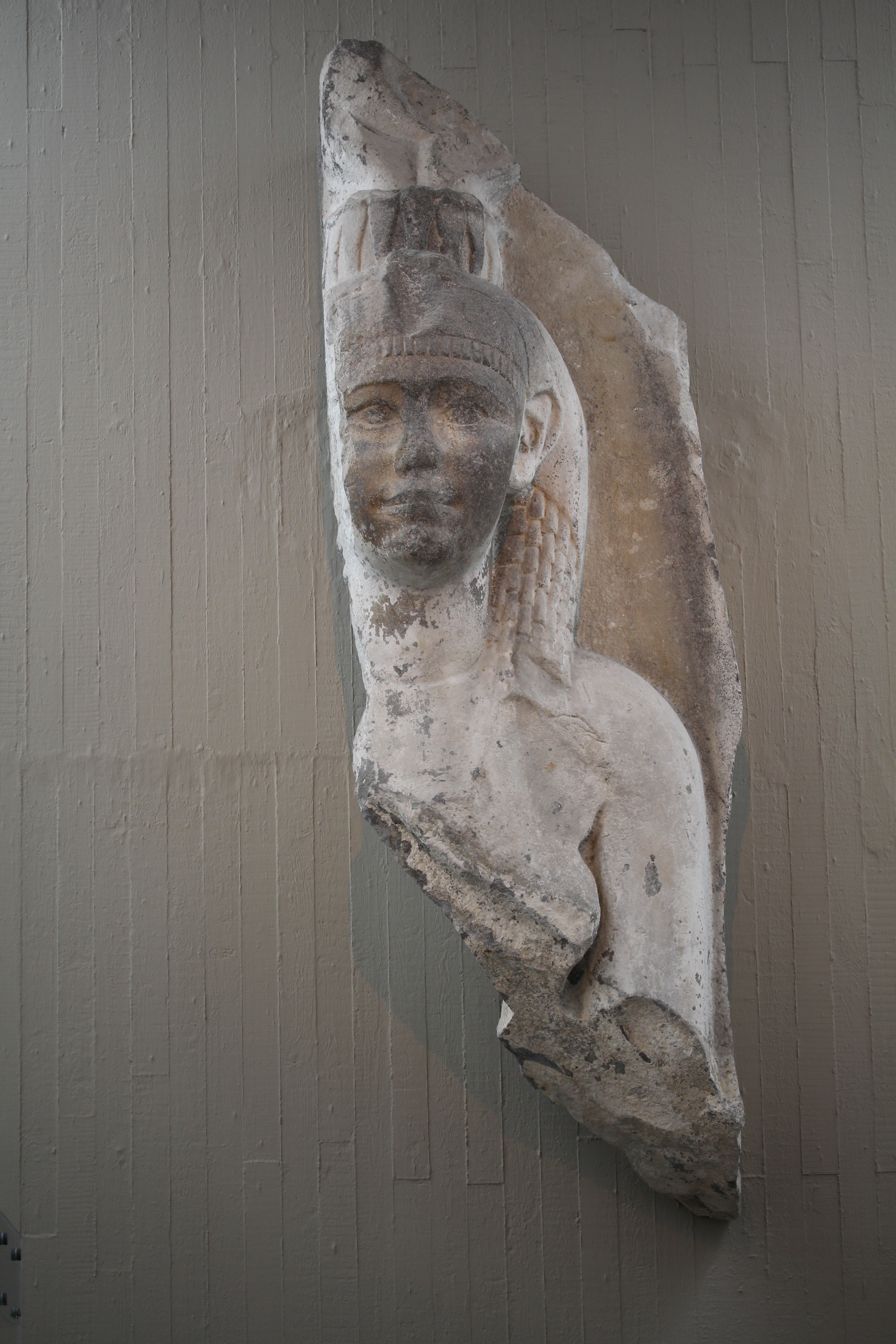
Fragment van een kolossaal standbeeld uit Alexandrië, dat vermoedelijk Cleopatra VII als Isis voorstelt
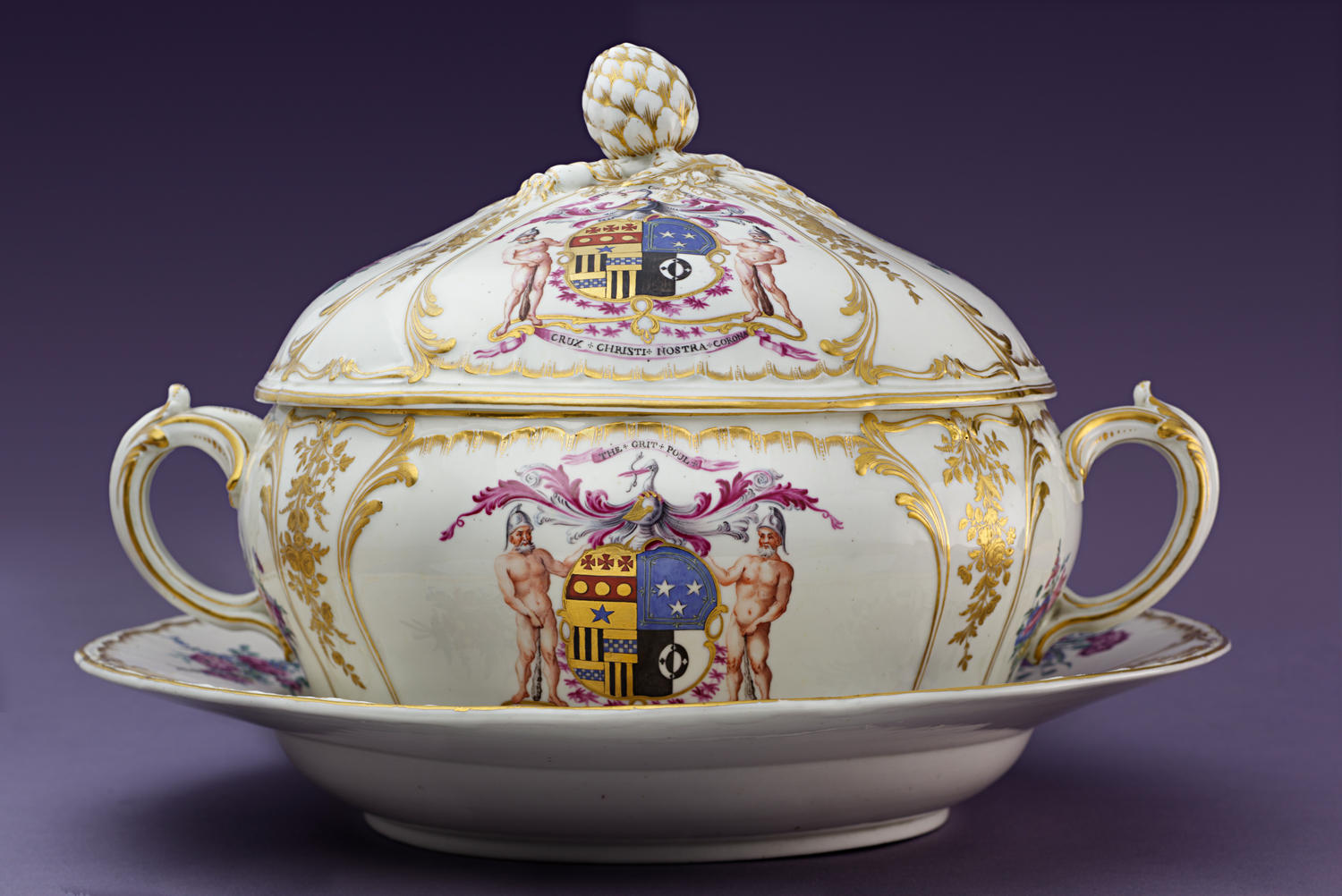
De soepterrine van William Mercer of Aldie (Koning Boudewijnstichting)

## Voetnoten
1. ↑  Marie-Cécile Bruwier, "Deux fragments d'une statue colossale de reine ptolémaique à Mariemont" in: Chronique d'Egypte, 1989, p. 25-43
2. ↑  Sally-Ann Ashton, Cleopatra and Egypt, 2009, p. 139-140